# 최승욱 (농구 선수)
최승욱(1994년 4월 15일~ )은 대한민국의 농구선수이며 포지션은 포워드이다.

## 전주 KCC 이지스시절
2016년 신인드래프트 2라운드 2순위로 전주 KCC 이지스에 지명되었다. 데뷔후 팀에서 쏠쏠한 활약을 하고 있다.

## 창원 LG 세이커스시절
2019-2020시즌을 마친후 FA를 취득하면서, 창원 LG 세이커스로 이적하였다.

## 출신학교
- 해서초등학교
- 계성중학교
- 계성고등학교
- 경희대학교